# Audrey Mestre
Audrey Mestre, nascuda l'11 d'agost de 1974 a Saint-Denis, França, i morta el 12 d'octubre de 2002 a La Romana, República Dominicana, després d'un accident de submarinisme, era una biòloga marina i apneista francesa.

## Biografia

### Infància i interès per l'apnea
Nascuda en una família que practicava snorkel i entusiasta submarinista, ja nedava als dos anys. Als tretze anys va cursar el nivell II de submarinisme a Palavas. Quan era adolescent es va traslladar amb la seva família a Ciutat de Mèxic. Parlava amb fluïdesa el castellà, i va estudiar biologia marina a la Universitat Autònoma de Baixa Califòrnia Sud a La Paz, Mèxic. La seva tesi doctoral (1995) versava sobre la fisiologia del busseig.
El 1996, el seu interès pels esports submarins la va portar a conèixer Francisco «Pipin» Ferreras. Van començar una relació i Audrey Mestre es va traslladar a Miami (Florida) per estar a prop de Ferreras. Audrey Mestre es va apassionar per l'apnea sense límit i, amb l'ajuda de Ferreras, aviat va assolir profunditats de rècord. El 1999, tots dos aficionats al busseig es van casar i l'any següent, davant de la costa de Fort Lauderdale, Audrey Mestre va batre el rècord mundial femení d'apnea amb una profunditat de 125 m. Un any més tard, va batre el seu propi rècord amb una immersió lliure fins 130 m.

### Mort
L'angloamericana Tanya Streeter, havent aconseguit el 17 d'agost de 2002 el rècord absolut d'apnea sense límit amb una profunditat de 160 m (el rècord femení aprovat per AIDA encara es manté l'any 2022), el 4 d'octubre de 2002, amb un equip d'apneistes sota la direcció del seu marit Francisco Ferreras, Audrey Mestre va fer snorkel a la costa de Bayahibe a la República Dominicana i va arribar a una profunditat de 166 m.

Vuit dies més tard, va intentar el rècord mundial d'apnea sense límit amb una immersió a 171 m, però es va produir un problema tècnic un minut i quaranta-dos segons després de la immersió en arribar a 171 m amb el globus que li permetia pujar la superfície, l'ampolla d'aire comprimit, controlada únicament per Ferreras, permetent inflar el globus quedant completament buit; ara era impossible que Mestre tornés ràpidament a la superfície pel seu compte. Cap als 120 m, a H més quatre minuts, Mestre es va desmaiar, va deixar anar el cable i va començar a baixar. La fase d'apnea, que normalment no hauria d'haver superat més de tres minuts i trenta segons amb el marge de seguretat, va durar vuit minuts i trenta-vuit segons. El seu marit va fer una immersió extremadament perillosa (superfície - 90 m - superfície en un minut i trenta segons) respirant aire comprimit per portar el cos inconscient de Mestre a la superfície perquè només hi havia dos bussejadors de seguretat, Pascal Bernabé a 172 m respirant trimix (havent escalat) molt ràpidament a risc de la seva vida a 90 m amb el cos d'Audrey Mestre recuperat a 124 m) i als 80 m un segon bussejador, Eduardo Orjales, en posició estàtica, probablement patint un començament de narcosi, perquè no es va adonar de què estava passant 10 m per sota d'ell a 90 m, respirant aire comprimit. Quan va emergir Mestre, el seu pols encara era perceptible i de la boca i les fosses nasals brollava una escuma rosa que indicava un edema pulmonar massiu. A la superfície, a la barca d'assistència, no hi havia metge ni equip de reanimació; només hi havia present un dentista.
| «                                                                   | Després de vuit minuts i trenta-vuit segons, no necessites un metge, necessites un miracle | » |
| — Bill Stromberg, un dels submarinistes de seguretat en superfície. |                                                                                            |   |

Audrey Mestre va ser portada a la costa amb mitjans improvisats i la seva mort es va anunciar en arribar a l'hospital, trenta minuts després de sortir de l'aigua. Tota la immersió es va filmar amb una marca de temps associada a un mesurador de profunditat i està disponible a Internet amb el títol No Limits - The Audrey Mestre Documentary.
Audrey Mestre va ser incinerada i les seves cendres van ser escampades a l'oceà Atlàntic pels seus pares i el seu marit, Francisco Ferreras.

## Polèmica
L'agost de 2004, el seu marit va escriure un llibre explicant la seva història, que va ser publicat sota el títol The Dive: A Story of Love and Obsession.
L'any 2006, Carlos Serra, antic soci de Ferreras i coorganitzador del fatal intent de rècord de Mestre, va publicar un altre llibre, L'últim intent. En aquest llibre, Serra destaca la culpabilitat de Ferreras en la mort de Mestre. Explica que la parella semblava a punt de divorciar-se, sobretot per problemes amb la infidelitat de Ferreras. Aquest últim també podria haver estat gelós de l'atenció prestada a Mestre i, «per castigar» la seva dona per voler deixar-lo, podria haver sabotejat deliberadament l'equip de remuntada. Encara que sense la intenció d'assassinar la seva dona, Serra conclou que les accions irresponsables de Ferreras podien haver portat a la seva mort.

## Posteritat
La federació internacional d'apnea lliure (International Association of Freedivers - IAFD), creada l'any 1997 per Ferreras, va reconèixer el rècord assolit durant l'entrenament uns dies abans de la seva mort, a títol pòstum. AIDA, però, no ha validat aquest registre.
Exactament un any després de la mort d'Audrey Mestre, Ferreras va fer una immersió lliure fins a 170 m en honor seu.
El canadenc James Cameron va filmar una pel·lícula anomenada The Dive sobre la història de Francisco «Pipin» Ferreras i Audrey Mestre. Originalment estava previst el seu llançament el 2012, però la controvèrsia sobre el paper de Ferreras en l'accident va aturar el projecte. El gener de 2015 es va anunciar que James Cameron produiria finalment la pel·lícula que seria dirigida per Francis Lawrence. El paper d'Audrey Mestre fou interpretat per Jennifer Lawrence.
La pel·lícula Sous emprise (No limit, en la seva versió anglesa), de David M. Rosenthal, ret homenatge a Audrey Mestre i la seva carrera esportiva.